# Merab Gagunaszwili
Merab Gagunaszwili, gruz. მერაბ გაგუნაშვილი (ur. 3 stycznia 1985) – gruziński szachista, arcymistrz od 2002 roku.

## Kariera szachowa
Pod koniec lat 90. XX wieku jego ranking ELO oscylował w granicach 2250, co odpowiada poziomowi kandydata na mistrza. Jednak w ciągu zaledwie 3 lat otrzymał tytuł arcymistrza, a jego ranking przekroczył 2500 punktów, co jest osiągnięciem wyjątkowym. W roku 2001 (w wieku 16 lat) zdobył w Atenach tytuł wicemistrza świata juniorów do lat 20. W 2003 podzielił I m. w otwartym turnieju rozegranym Batumi. W 2004 zakwalifikował się do mistrzostw świata w Trypolisie, odpadł jednak w I rundzie, przegrywając ze Symbatem Lyputianem. W 2005 podzielił II m. w Dubaju, natomiast w 2006 podzielił I m. w turnieju Aerofłot Open A2 w Moskwie oraz II m. w Hastings. W 2007 r. ponownie zajął wysokie miejsce w Hastings (I-II), natomiast w 2008 – w Dubaju (I-IV) oraz w Groningen (I-III). W 2010 r. zwyciężył (wspólnie z Antonem Korobowem i Batorem Sambujewem) w Montrealu. W 2014 r. zwyciężył w turnieju South African Open w Bloemfontein.
Wielokrotny reprezentant Gruzji w turniejach drużynowych, m.in.:
- pięciokrotnie na olimpiadach szachowych (w latach 2002, 2004, 2006, 2010, 2012)[6],
- na drużynowych mistrzostwach świata (w roku 2005); medalista: indywidualnie – brązowy (2005 – na VI szachownicy)[7],
- pięciokrotnie na drużynowych mistrzostwach Europy (w latach 2003, 2007, 2009, 2011, 2013); dwukrotny medalista: wspólnie z drużyną – brązowy (2003) oraz indywidualnie – srebrny (2003 – na V szachownicy)[8].

Najwyższy ranking w karierze osiągnął 1 kwietnia 2007 r., z wynikiem 2625 punktów zajmował wówczas 96. miejsce na światowej liście FIDE, jednocześnie zajmując 4. miejsce wśród gruzińskich szachistów.